# Cast Away – Verschollen
Cast Away – Verschollen ist ein US-amerikanisches Filmdrama aus dem Jahr 2000 von Robert Zemeckis. In der Robinsonade ist Tom Hanks in der Hauptrolle des Chuck Noland zu sehen, der nach einem Flugzeugabsturz auf einer kleinen Südseeinsel strandet und von dort nach mehr als vier Jahren Einsiedelei mit einem selbstgebauten Floß entkommen kann. Veröffentlicht wurde der Film von 20th Century Fox und DreamWorks.

## Handlung
Chuck Noland aus Memphis, Tennessee, ist ein leitender Angestellter des US-amerikanischen Logistikunternehmens FedEx. Für sein Unternehmen ist er weltweit unterwegs; zu Anfang erklärt er einer im Aufbau befindlichen Niederlassung in Russland, wie wichtig es sei, Sendungen so zügig wie möglich zu befördern.
Wegen einer solchen Dienstreise lässt Chuck auch die gemeinsame Weihnachtsfeier mit seiner Freundin Kelly ausfallen und fliegt mit einer FedEx-Frachtmaschine über den Pazifik. Das Flugzeug gerät in ein Unwetter, kommt bei einem Ausweichversuch weit vom Kurs ab, wird schwer beschädigt und stürzt ins Meer. Chuck überlebt als Einziger. Zwar kann er in letzter Sekunde eine der aufblasbaren Rettungsinseln aus dem Flugzeug mitnehmen, dabei reißt jedoch deren Zubehörtasche mit dem Notfallsender und der Survival-Ausrüstung ab. Er strandet auf einer kleinen Insel, felsig und mit Palmen bewachsen, aber sonst unbewohnt.
Mit dem Wenigen, was ihm geblieben ist, richtet er sich auf der Insel ein. Als Nahrung findet er Kokosnüsse, Trinkwasser gewinnt er zusätzlich durch Einsammeln von Tau. Mehrere Pakete aus der Frachtmaschine werden angeschwemmt, die Chuck zunächst dienstbeflissen aufsammelt und sortiert. Der angespülten Leiche des Piloten nimmt er die Taschenlampe ab, bevor er ihn beerdigt, und erkundet damit eine Höhle, in der er Regenwasser findet. Als er nachts ein blinkendes Licht am Horizont bemerkt, versucht er in seiner schon beschädigten Rettungsinsel darauf zuzupaddeln, wird jedoch von einer brechenden Welle unter Wasser gedrückt und dort an einem scharfen Felsen schwer am Bein verletzt. Erst danach kommt er auf die Idee, die Pakete nach etwas Nützlichem zu durchsuchen. Er findet Videokassetten, Schlittschuhe, ein Kleid und einen Volleyball – auf den ersten Blick scheinbar nutzloses Zeug. Ein einziges Paket lässt Noland ungeöffnet. Ein Symbol darauf – zwei Flügel, die von einem Band umschlungen sind – scheint ihn anzusprechen.
Nach und nach erweisen sich die vermeintlich nutzlosen Gegenstände als brauchbar. Die Schlittschuhkufen sind gute Messer, aus einem macht er sich ein Beil, und aus dem Kleid einen Kescher zum Fischfangen. Sogar der anfangs überflüssig erscheinende Volleyball bekommt existenzielle Bedeutung: Er wird, nachdem Chuck ihm mit dem Blut einer Handverletzung ein menschliches Gesicht aufgemalt hat, zu einem Gegenüber, mit dem er immer wieder Selbstgespräche führt oder sich berät. Nach dem Logo des Herstellers Wilson Sporting Goods auf dem Ball nennt Chuck ihn „Wilson“. Unter großen Schwierigkeiten gelingt es ihm schließlich auch, Feuer zu machen und sich einen schmerzenden Zahn aus dem Kiefer zu schlagen.
Zeitsprung um vier Jahre vorwärts, Chuck lebt immer noch auf der Insel, nun mit langem Bart und verfilztem Haar. Ein angespülter Teil einer mobilen Toilettenkabine lässt ihn einen weiteren Fluchtversuch unternehmen. Er baut ein Floß, dessen Einzelteile er mit Rindenstreifen und Videoband verbindet. Die halbe Toilettenkabine dient als Wetterschutz und aufgeklappt als Segel. Mit Windkraft überwindet er erstmals die gefährliche Küstenbrandung und gelangt aufs offene Meer. Zum Essen jagt er Fische mit dem Speer, Regenwasser sammelt er mit Hilfe des Dachs und einer Plastikfolie. Das ungeöffnete Paket hat er immer noch bei sich.
Schließlich reißt eine Sturmbö das Behelfsdach ab, später geht durch die fortschreitende Auflösung seines Floßes auch „Wilson“ verloren, der ihm ein guter Freund geworden ist. Er muss seinen verzweifelten Bergungsversuch aufgeben, um das Floß und damit seine einzige Überlebenschance nicht zu verlieren. Später wird Chuck, fast besinnungslos, von der Besatzung eines Containerschiffes aufgegriffen.
Chucks „Wiederauferstehung“ geht als Sensationsmeldung durch die Medien. Schmerzhaft für Chuck ist, dass Kelly – nachdem er für tot erklärt wurde – ausgerechnet den Zahnarzt geheiratet hat, dessen mangelhafte Arbeit an seinem schlimmen Zahn schuld war; sie haben miteinander eine Tochter. Chuck besucht sie zu Hause, und obwohl sie sich immer noch leidenschaftlich lieben, sehen sie ein, dass sie sich für immer verabschieden müssen.
Später ist Chuck in Texas unterwegs, um das ungeöffnete Paket zum Absender zurückzubringen. Es öffnet niemand, er lässt die Sendung mit einer kurzen Notiz „Dieses Paket hat mir das Leben gerettet. Vielen Dank. Chuck Noland“ vor der Haustür zurück. Als er an einer einsamen Landstraßenkreuzung unschlüssig ist, welche Richtung er nehmen soll, hält eine junge Frau neben ihm an und erklärt ihm humorvoll, welcher Weg wohin führt. Als sie davonfährt, sieht er am Heck ihres Wagens dasselbe Zeichen wie auf dem Paket. Er stellt sich auf die Kreuzung und schaut in die vier Richtungen, und bei der Richtung, in die sie davongefahren ist, lächelt er.

## Hintergrund

### Drehorte

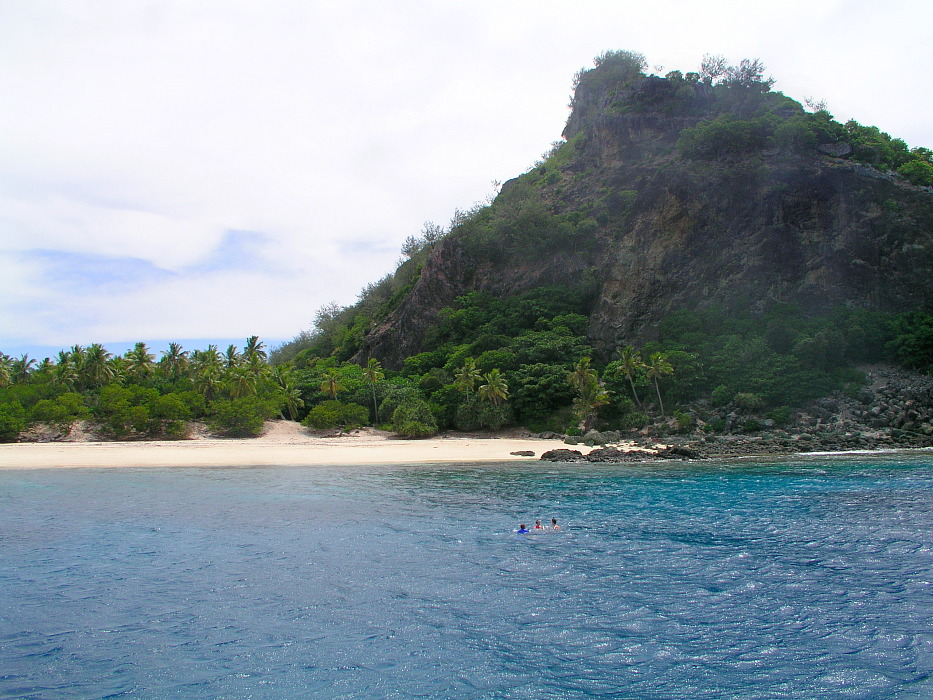
Die Insel Monuriki, Drehort der meisten Szenen

- Als Insel wurde Monuriki verwendet, die zum Mamanuca-Archipel gehört (Lage: 17° 37′ S, 177° 2′ O).[2] Dieser Archipel liegt etwas entfernt von der größten Fidschi-Insel Viti Levu. Der Drehort wurde nach Erscheinen des Filmes eine Touristenattraktion.

- Die einsame Landstraßenkreuzung, an der der Film beginnt und endet, liegt im Hemphill County in Texas (Lage: 35° 38′ 2,1″ N, 100° 27′ 4,6″ W).[3]

- Die Ranch, auf der die Künstlerin lebt, die das Paket abgesendet hat, ist die Arrington Ranch, etwas nördlich der Kreuzung (Lage: 35° 42′ 57,2″ N, 100° 27′ 8,2″ W).[3]

### Dreharbeiten
Tom Hanks agiert in Szenen vor dem Absturz mit Übergewicht, das er sich für die Rolle zugelegt hatte. Diese Dreharbeiten fanden zuerst statt, dann wurde die Produktion für über acht Monate unterbrochen, damit Hanks alle Insel-Szenen wieder mit wesentlich weniger Gewicht spielen konnte. In der Zwischenzeit drehte Regisseur Zemeckis Schatten der Wahrheit mit Harrison Ford und Michelle Pfeiffer.

### Deutsche Synchronfassung
Die deutsche Synchronisation wurde von der Berliner Synchron GmbH Wenzel Lüdecke und unter der Dialogregie von Tobias Meister durchgeführt. Das Dialogbuch schrieb Alexander Löwe.
| Charakter         | Schauspieler       | Sprecher             |
| ----------------- | ------------------ | -------------------- |
| Chuck Noland      | Tom Hanks          | Arne Elsholtz        |
| Kelly Frears      | Helen Hunt         | Arianne Borbach      |
| Stan              | Nick Searcy        | Klaus-Dieter Klebsch |
| Jerry Lovett      | Chris Noth         | Tom Vogt             |
| Bettina Peterson  | Lari White         | Anke Reitzenstein    |
| Gwen              | Viveka Davis       | Bettina Spier        |
| Pilot Jack        | Michael Forest     |                      |
| Pilot Al (Albert) | Vince Martin       | Reinhard Kuhnert     |
| Pilot Blaine      | Garret Davis       | Tobias Meister       |
| Pilot Kevin       | Christopher Kriesa | Bernd Rumpf          |
| Fyodor            | Leonid Citer       | Sergej Gladkich      |

## Trivia

### Werbeaspekt
Konzeptgemäß ist vor allem das Unternehmen FedEx in großen Teilen des Films präsent: Chuck Noland, einem überzeugten FedEx-Mitarbeiter, helfen auf der Insel der Inhalt zahlreicher Pakete beim Überleben. Am Ende übergibt er das letzte ungeöffnete Paket zurück an den Absender und demonstriert damit Verlässlichkeit.
FedEx war ursprünglich nicht überzeugt von der Idee des Filmes, ließ sich jedoch darauf ein, da er auch dem Unternehmen ein gutes Image verlieh. FedEx zahlte zwar nicht für die Produktplatzierung, leistete jedoch große logistische Unterstützung durch Mitarbeiter, Lastwagen und Uniformen.
Zum Super Bowl XXXVIII präsentierte FedEx einen Werbespot mit Bezug auf den Film: Darin überbringt Chuck Noland, noch mit verwildertem Aussehen, das ungeöffnete Paket der Empfängerin und erfährt auf Nachfrage, dass darin ein Satellitentelefon, ein GPS-Empfänger, eine Angel, ein Wasserfilter und Saatgut sind.
Weitere im Film untergebrachte Produkt- und Firmennamen sind der Volleyball des Sportartikelherstellers Wilson Sporting Goods sowie diverse Lebensmittel und Unterhaltungselektronik.

### Bezüge
- Der abgekürzte Name C. Noland ist ein Homonym zu see no land (deutsch: „Kein Land in Sicht“).
- In der Szene, in der es Chuck gelingt, ein Signalfeuer in der Dunkelheit zu entfachen, singt er euphorisch einige Zeilen aus Light My Fire der Rockband The Doors; unterwegs zur Zustellung des ungeöffneten Pakets läuft im Autoradio der Elvis-Song Return to Sender (deutsch: „Zurück an den Absender“).
- Chuck fügt seiner Abneigung gegen Kokosnüsse, die abführend wirken, die Bemerkung hinzu: „Das sind Sachen, die Gilligan uns nie erzählt hat.“ Damit ist die Fernsehserie Gilligans Insel aus den 1960er Jahren gemeint.

### Unstimmigkeiten
Im Film erklärt Kelly dem zurückgekehrten Chuck, er sei 500 Meilen weit mit seinem Floß gekommen, und die Insel liege etwa 600 Meilen südlich der Cookinseln. Südlich der Cookinseln bis zur Antarktis gibt es jedoch keine Inseln.
Am Schluss bekommt Chuck in der deutschen Synchronfassung erklärt, dass auf der vierten Straße „erstmal gar nichts und irgendwann Kanada“ komme. Gemeint ist nicht das 1.500 km entfernte Kanada, sondern die etwa 30 km nördlich liegende Stadt Canadian. Da die Ranch der Frau direkt an dieser Straße liegt, kann „gar nichts“ nur als Witz gemeint sein.

## Rezeption

### Kritik
„Ein über weite Strecken als ambitioniertes Ein-Personen-Drama konzipierter Film mit einem vielfältigen Konfliktpotenzial, das jedoch zugunsten der actionbetonten Handlung an den Rand gedrängt wird. Auch der überzeugende Hauptdarsteller kann die Schwächen des dem Mainstream-Kino geschuldeten Konzepts nicht vergessen machen.“

Für Stephen Holden in The New York Times ist der Film in seinen Szenen abseits der Zivilisation „so fesselnd wie kaum ein anderes Kinoabenteuer aus Hollywood“. Zurück auf dem Festland werde er „formelhafter und kitschiger“, enthalte jedoch weiter Momente „tieferer metaphysischer Ernsthaftigkeit“. Der Flugzeugabsturz sei der „furchterregendste, realistischste, der je gedreht wurde“ und so real, dass man fast das Zittern des Metalls spüren könne, wenn das Flugzeug zerreißt.
Dagegen urteilt James Berardinelli auf reelviews.net, dass erst der dritte Akt den Film von „einem mitreißenden, innovativen Abenteuer zu einem voll befriedigenden Drama“ erhebe. Darin werde zum Glück auf „melodramatische, manipulative Klischees“ verzichtet und den Charakteren und Situationen treu geblieben. Außerdem hebt er hervor, dass während des Inselaufhalts für mehr als eine Stunde keine Musik, sondern nur Naturgeräusche zu hören sind und nie von Chuck weggeschnitten wird, etwa zurück nach Memphis. Das Drehbuch biete keine „schwer verdaulichen Situationen oder künstlichen Konflikte“ auf, sodass es sich nicht um einen „routinemäßigen Abenteuerfilm“ handele.
Manfred Müller erklärt auf Spiegel Online, Cast Away habe einen „eigenwilligen, gemessen an der sorgsam abgerundeten Dramaturgie des Hollywood-Mainstreams geradezu unwuchtigen Rhythmus“. Die ersten Tage auf der Insel würden „in enervierender Ausführlichkeit“ gezeigt, bevor der Film vier Jahre weiter springt. Die Rettung erscheine „lakonisch knapp und surrealistisch verfremdet“. Es handle sich um eine „hintersinnige Parabel über den Lauf der Zeit“.

### Einspielergebnis
Das Budget des Films betrug 90 Millionen US-Dollar. Cast Away – Verschollen hatte ein weltweites Einspielergebnis von rund 430 Millionen US-Dollar.

## Auszeichnungen
Tom Hanks wurde als bester Hauptdarsteller für den Oscar nominiert, dieser ging aber an Russell Crowe (Gladiator). Hanks gewann allerdings den Golden Globe als Bester Hauptdarsteller in der Kategorie Drama.
Außerdem wurde der Film in der Kategorie Tonmischung für den Oscar 2001 nominiert.
Filmkomponist Alan Silvestri erhielt 2002 für seine Filmmusik einen Grammy.
Die Deutsche Film- und Medienbewertung FBW in Wiesbaden verlieh dem Film das Prädikat „wertvoll“.